# Гордин, Аркадий Моисеевич
Арка́дий Моисе́евич Го́рдин (17 октября 1913, Псков — 25 июня 1997, Санкт-Петербург) — русский писатель, литературовед, пушкинист и музейный работник.

## Биография
Был младшим сыном в семье купца первой гильдии, лесопромышленника Моисея Гавриловича (Мовши Гавриелевича) Гордина (1866—?), родом из Режицы. Его мать, Матильда Аншелевна (Мария Антоновна) Ивантер (1877—?), была дочерью учителя казённой начальной еврейской школы, почётного гражданина Аншела Якеровича (Мойше-Якеровича) Ивантера (1844, Вильна — после 1915), автора пособия для учеников-евреев «Новая с прирастающими буквами русская азбука в связи с прописями, арифметическими задачами и численными примерами» (1884). Родители поженились в Вильне 5 апреля 1901 года, это был второй брак отца. Братья, инженер Арнольд Моисеевич Гордин (1903—1977) и Владимир Моисеевич Гордин (1906—?), были активистами левой оппозиции, подвергались арестам; старший провёл в лагерях 17 лет, младший был арестован в 1933 году, впоследствии расстрелян. Старший брат — Александр Моисеевич Гордин, экономист, автор публикаций по вопросам налогообложения, был заместителем наркома финансов СССР.
В 1922 году поступил в среднюю школу № 2 Пскова, в 1925 году после ареста отца семья перебралась в Петроград, где он в 1935 го]у окончил Ленинградский государственный педагогический институт имени А. И. Герцена.
Публиковаться начал в 1936 году. В 1938—1941 годах руководил редакцией русской литературы Ленинградского отделения государственного издательства «Учпедгиз», участвовал в создании экспозиции музея в Пушкинском заповеднике, в 1945—1949 годах работал в нём заместителем директора по научной части. В 1957—1963 годах — заместитель директора Всесоюзного музея А. С. Пушкина.

### Семья
Жена — писатель и литературовед Марианна Яковлевна Басина.
Сыновья
- Яков Аркадьевич Гордин (род. 1935) — литературовед и историк
- Михаил Аркадьевич Гордин (1941—2018) — писатель, литературовед.

## Книги
- Михайловское в жизни и творчестве Пушкина. — М.: Облполиграфиздат, 1946.
- Александр Сергеевич Пушкин. — М., 1949.
- В. Г. Белинский в портретах, иллюстрациях, документах: Пособие для учителей средней школы. — М.: Госучпедиз, 1951 и 1958.
- Пушкинский заповедник. Академия наук СССР. Институт русской литературы. — М., 1952.
- Н. В. Гоголь в портретах, иллюстрациях, документах. — М., 1953.
- Пушкинский заповедник. — М.: Искусство, 1956.
- А. С. Грибоедов в русской критике: сб. ст. — М.: Гос. изд-во художественной литературы, 1958.
- Здесь жил Пушкин: Пушкинские места Советского Союза. — Л.: Лениздат, 1963.
- Пушкинский заповедник. — М.: Советский художник, 1964.
- Иван Андреевич Крылов в портретах, иллюстрациях, документах. — М.: Просвещение, 1966.
- Площадь Декабристов. — Л.: Лениздат, 1966.
- Крылов в Петербурге. — Л. Лениздат, 1969.
- Пушкин в Псковском крае. — Л.: Лениздат, 1970.
- По Пушкинским местам. — Л.: Лениздат, 1971.
- Александр Блок в портретах, иллюстрациях и документах. — Л.: Просвещение, 1972.
- Пушкинский Петербург. — М.: Художник РСФСР, 1974.
- И. А. Крылов в воспоминаниях современников. — М.: Художественная литература, 1982.
- Путешествие в пушкинский Петербург. — Л.: Лениздат, 1983.
- Александр Блок и русские художники. — М.: Художник РСФСР, 1986.
- Волшебные места, где я живу душой. — Л.: Лениздат, 1986.
- Анна Петровна Керн: Воспоминания. Дневники. Письма. — М.: Правда, 1989.
- Анна Петровна Керн. О Пушкине и о себе: воспоминания, дневники, переписка. — Приокское книжное издательство, 1993.
- Пушкинский век: Панорама столичной жизни. — СПб.: «Пушкинский фонд», 1995. — 414 с. (Анциферовская премия; 1996))
- Былой Петербург: панорама столичной жизни. — СПб., 1996.
- Меж рабством и свободой: русский дворянин перед лицом истории. 19 января — 25 февраля 1730 года. — СПб.: Изд-во Пушкинского фонда, 2005.
- Пушкинский век. — СПб.: Изд-во Пушкинского фонда, 2006.
- Пушкин в Михайловском. — Михайловское (Псковская область): Красный пароход, 2012.